# Sant Miquel d'Oló
Sant Miquel d'Oló és una església romànica del segle xi del municipi de Santa Maria d'Oló, al Moianès. És a l'est del poble de Santa Maria d'Oló, al costat del Mas de Sant Miquel, al nord-est de la Rodoreda, a l'extrem occidental de la Serra de l'Estany. És una obra de inclosa a l'Inventari del Patrimoni Arquitectònic de Catalunya.

## Descripció
La capella rural de Sant Miquel d'Oló és situada prop d'un mas, enmig de d'antics camps de conreu. Es tracta d'una edificació d'una sola nau amb absis semicircular a llevant. Originàriament coberta amb volta de canó, però amb les reformes de segle xviii aquesta fou reemplaçada per una falsa volta de guix i maçoneria, moment que es s'sobrealçament els murs de la nau. L'absis és cobert amb volta de quart d'esfera, i al centre d'aquest s'obre una finestra de doble esqueixada, de mig punt i adovellada. L'aparell és obrat amb petits carreus regulars i disposats en filades i a trencajunt. Ara bé, cal distingir aquest aparell que acabem de presentar, corresponent a la part primitiva de l'església, del de la part enlairada, força desordenat i poc acurat. Al mur de migdia hi ha la porta d'accés, que és de mig punt i adovellada.

## Història
Aquesta església es trobava dins l'antic terme del castell d'Oló, dins la parròquia de S. Mª. Es desconeixen les dades de la seva fundació, però es té notícia de la seva existència per dos llegats testamentaris dels anys 1130 i 1162. En els testaments de Guillem d'Oló (1203) se l'anomena com a Sant Miquel d'Olzinelles.
Apareix citada el 1270 i 1331, data en què el bisbe de Vic prohibeix que s'hi celebri missa els diumenges. El 1686 es diu que s'hi torna a dir missa. En aquestes dates el mas i la capella eren propietat de la comunitat de beneficiats de Moià. D'aquesta comunitat en continuarà depenent fins al segle xix. Probablement a p. Del segle xviii l'església fou reformada. Durant els darrers cent anys s'hi celebrà missa el dia de Sant Miquel. Des de 1936 quedà fora de culte i actualment es troba en estat de total abandó i deteriorament.